# Polypodium dissimile
Polypodium dissimile là một loài thực vật có mạch trong họ Polypodiaceae. Loài này được L. miêu tả khoa học đầu tiên năm 1759.